# Grzegorz Drojewski

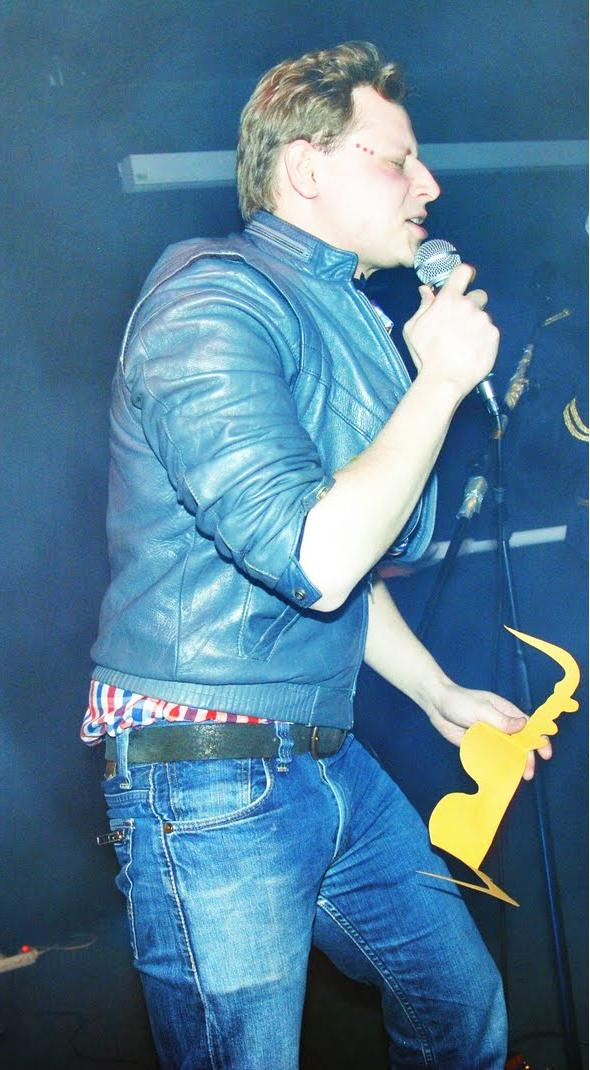
Grzegorz Drojewski (2011)

Grzegorz Drojewski (ur. 17 listopada 1983 w Warszawie) – polski tekściarz, dialogista filmów i seriali animowanych, aktor dubbingowy i reżyser dubbingu.

## Życiorys
Absolwent filozofii na Uniwersytecie Warszawskim. Współpracuje z Teatrem Polskiego Radia. Współzałożyciel (wraz z Tomaszem Robaczewskim) i były członek zespołu Robodrom.

## Gościnnie
- 1997: Boża podszewka – Janek

## Reżyser dubbingu
- 2018: Rozczarowani
- 2018: Dzieciaki ze Strasznej
- 2017–2018: Prawo Milo Murphy’ego
- 2016–2018: Mech-X4
- 2017: Brickleberry
- 2016–2017: Główka pracuje
- 2016: Wojownicze żółwie ninja: Wyjście z cienia
- 2015–2017: K.C. nastoletnia agentka
- 2014–2016: Niebezpieczny Henryk
- 2014–2016: Hulk i agenci M.I.A.Z.G.I.
- 2013–2015: Doraemon
- 2013–2016: Avengers: Zjednoczeni (odc. 6-62)
- 2013–2016: Anna i androidy
- 2015: Gwiezdne wojny: Wojny klonów (odc. 109-121)
- 2015: Doraemon: Zielona planeta
- 2015: Doraemon: Ludzie wiatru
- 2015: Przygody Nobity na Morzu Południowym
- 2014: Kogut Kukuryku
- 2014: Iron Man & Hulk: Zjednoczeni
- 2014: 2112: Narodziny Doraemona
- 2014: Wojownicze Żółwie Ninja
- 2012–2014: Slugterra
- 2012: Beyblade V-Force
- 2012: Tron: Rebelia
- 2012: Iron Man: Armored Adventures

## Dialogi polskie
- 2018: Rozczarowani
- 2017: Brickleberry
- 2015: Gwiezdne wojny: Wojny klonów (odc. 109-121)
- 2012–2013: Mega Spider-Man (odc. 11-17, 21-34, 36-41)
- 2012–2013: Futurama (seria 2)
- 2012: Lorax
- 2012: Austin i Ally
- 2010–2012: Big Time Rush
- 2010: Nasza niania jest agentem
- 2009–2010: Moje życie ze mną
- 2009–2012: Przystanek dżungla
- 2009: Lou!
- 2008: Sezon na misia 2
- 2007: George prosto z drzewa
- 2007: Detektyw Pchełka na tropie
- 2004: Olinek Okrąglinek
- 2004: Ziemniak – ostatnie starcie
- 2003–2005: Młodzi Tytani (odc. 27-30, 35-37)
- 2003–2004: Zakręceni gliniarze
- 2001: Ach, ten Andy! (odc. 48, 56, 60)

## Polski dubbing

### Filmy
- 2019: Jak Wytresować Smoka 3 – Czkawka
- 2018: Młodzi Tytani: Akcja! Film – Robin
- 2017: Magiczna zima Muminków – Piesek Ynk
- 2017: Lego Ninjago: Film – Jay
- 2017: Smerfy: Poszukiwacze zaginionej wioski – Ciamajda
- 2016: 5 centymetrów na sekundę – Takaki Tōno[1]
- 2015: Hotel Transylwania 2 – Dana
- 2015: Alvin i wiewiórki: Wielka wyprawa – Alvin
- 2014: Jak wytresować smoka 2 – Czkawka
- 2014: Rio 2 – Blu
- 2014: Listonosz Pat i wielki świat – Ben
- 2013: Smerfy 2 – Ciamajda
- 2012: Goryl Śnieżek w Barcelonie – Śnieżek
- 2012: Alvin i wiewiórki 3 – Alvin
- 2011: Smerfy – Ciamajda
- 2011: Przygody Tintina – Tintin
- 2011: Fineasz i Ferb: Podróż w drugim wymiarze – Jeremiasz
- 2011: Rio – Blu
- 2010: Żółwik Sammy – Sammy
- 2010: Alvin i wiewiórki 2 – Alvin
- 2010: Safari 3D
- 2009: Lato Muminków – Homek
- 2009: Gwiazda Kopernika
- 2009: Koralina i tajemnicze drzwi – Wybie
- 2008: Dzwoneczek
- 2007: Koń wodny: Legenda głębin
- 2007: 7 krasnoludków: Las to za mało – historia jeszcze prawdziwsza – Jaś
- 2007: Alvin i wiewiórki – Alvin
- 2007: Shrek Trzeci – chłopak wpuszczający na bal przebierańców
- 2007: Na fali – Mikey Abramowitz
- 2004: Yu-Gi-Oh! Ostateczne starcie – Yugi
- 2004: Król lew 3: Hakuna matata –
  - zwierzęta,
  - surykatka
- 1996: Tajemnica Sagali
- 1995: Toy Story – Sid

### Seriale
- 2018: Jabłko i Szczypior – Szczypior
- 2017–2018: Witajcie w Wayne – Andrei
- 2017: Brickleberry – Bobby Possumcods
- 2014–2018: Clarence –
  - Belson,
  - Percy
- 2013–2018: Jeźdźcy smoków – Czkawka
- 2013: Młodzi Tytani: Akcja! – Robin
- 2013–2018: Kot Prot na wszystko odpowie w lot – małpka Dwójka
- 2011–2018: Pora na przygodę! – Finn
- 2010–2018: Tomek i przyjaciele – Piotruś
- 2014–2015: Juliusz Junior – Juliusz
- 2007–2015: Fineasz i Ferb –
  - Jeremiasz,
  - Fred (odc. 38),
  - Tedd Shaw (odc. 56a)
- 2012-: Ninjago: Mistrzowie spinjitzu – Jay
- 2011–2015: Turbo Dudley – psi agent – Keswick
- 2015: Żółwik Sammy i spółka – Robert
- 2008–2014: Marta mówi – Tadek
- 2012–2013: Wodogrzmoty Małe –
  - Tyler (odc. 5),
  - Blendin Blandin
- 2012: Wakfu – Kriss Krass (odc. 36-38)
- 2012: Beyblade: V-force
- 2011–2012: Planeta Sheena – Doppy
- 2011: Test Drive Unlimited 2 – pasażer (detektyw)
- 2011: Abby i latająca szkoła wróżek – Lock
- 2011: Taniec rządzi – Gunther Hessenheffer
- 2010: Hero 108 – Krzepki Ray
- 2010: Superszpiedzy –
  - Jimmy (odc. 1),
  - Bucky Alder (odc. 5),
  - Gus Jr (odc. 7)
- 2010: Scooby Doo: Abrakadabra-Doo – Sherman
- 2010: True Jackson VP – Justin Bieber
- 2010: Więźniowie wyobraźni – Bloo
- 2010: Pieskie życie
- 2009: Hannah Montana: Film
- 2009: Góra Czarownic
- 2009: Ben 10: Obca potęga
- 2009: Power Rangers: Furia dżungli – Theo
- 2009: Tatastrofa – Tripp Zoome
- 2009: Stacyjkowo – Dr Gosling
- 2009: Dragon Age: Początek
- 2009: Noddy w Krainie Zabawek – Gobbo
- 2009: Batman: Odważni i bezwzględni – Bat-Mite
- 2009: Przytulaczki
- 2009: Podcats – Mimo
- 2009: Listonosz Pat – Ben
- 2008: Niezwykła piątka na tropie – Dylan
- 2008: Podpięść: Wariackie Halloween – Piankowy Zając – BunBun
- 2008: Troo – Jakub „Troo” Moss
- 2008: Suite Life: Nie ma to jak statek –
  - Ashton (odc. 4),
  - organizator koncertu (odc. 5)
- 2008: Tajemniczy Sobotowie
- 2008: Potwory i piraci – Tytus
- 2008: Stich!
- 2007–2008: Sushi Pack – Tako
- 2007: Szczenięce lata Clifforda – Shun
- 2007: High School Musical 2 – Chad
- 2007: Supercyfry – Cyfra 6
- 2007: Fred i Fiona – Fred
- 2005: Prosiaczek Cienki – Myszka
- 2007: Miś Fantazy – Miś Fantazy
- 2007: Zajączkowo – LimaBean
- 2007: Bakugan: Młodzi wojownicy – Dan Kuso
- 2007: Pokémon: Wymiar walki –
  - Sho (odc. 19),
  - jeden z członków zespołu R (odc. 26),
  - Aaron
- 2007: Magi-Nation –
  - Tony Jones,
  - Aidan (odc. 1)
- 2006–2008: Yin Yang Yo! – Yang
- 2006–2008: Nowa szkoła króla – Kuzco
- 2006: Wymiennicy –
  - Jakobo Chacobo,
  - komentator biegów,
  - szachista
- 2006: Monster Warriors –
  - Dink Doormen,
  - Henry (odc. 1-13)
- 2006: H2O – wystarczy kropla –
  - Byron,
  - jeden z surferów (odc. 53),
  - Kyle (odc. 56)
- 2006: Kacper: Szkoła postrachu – Papuga
- 2006: Wpuszczony w kanał – Ryba Ala Ropuchy
- 2006: Storm Hawks
- 2006: Młodzi mistrzowie Shaolin – Cheng
- 2006: Co gryzie Jimmy’ego?
- 2006: Pokémon: Diament i Perła –
  - Ash Ketchum,
  - jedno z dzieci (odc. 40)
- 2005–2008: Nie ma to jak hotel –
  - Cliff Parks (odc. 59),
  - Tend (odc. 61),
  - chłopak z restauracji (odc. 58)
- 2005–2008: Mój partner z sali gimnastycznej jest małpą –
  - Dicky Myszoskoczek (II seria),
  - David Coppertrout (odc. 33a),
  - papuga Orlando (odc. 33a),
  - lord Siusiumajtek (odc. 33a),
  - opos (odc. 33a),
  - mangusta Karol (odc. 34a)
- 2005–2008: Ben 10 –
  - Czteromucha (odc. Powrót Doktora Animo),
  - strażnik (odc. Duchowe wyzwolenie),
  - chłopak grający na tubie (odc. Duchowe wyzwolenie),
  - dzieciak (odc. Przygody Super Kosmo-Bohaterów),
  - Todd Maplewood (odc. Kosmiczna mumia),
  - chłopak z wesołego miasteczka (odc. Cyber kopie),
  - klon (odc. Jeden za wszystkich, wszyscy za jednego)
- 2005–2008: Johnny Test –
  - Zamrażacz Mózgów,
  - Blast Keczup (odc. 30a, 38a)
- 2005–2007: Ufolągi – Clinton
- 2005–2006: Szanowni państwo X – Brandon
- 2005: Robotboy – Björn Björnson
- 2005: Transformerzy: Cybertron –
  - Tim,
  - Menasor
- 2005: Mały wojownik – Jerry
- 2005: Przygoda Noddy’ego na wyspie
- 2004–2008: Dom dla Zmyślonych Przyjaciół pani Foster – Bloo
- 2004–2006: Liga Sprawiedliwych bez granic –
  - młody Scott Free (odc. 15),
  - Billy Batson (odc. 20)
- 2004: Power Rangers Dino Grzmot
- 2004: Thunderbirds – Alan Tracy
- 2003–2008: 6 w pracy
- 2003–2007: Z życia nastoletniego robota
- 2003–2006: Xiaolin – pojedynek mistrzów – Clay Bailey
- 2003–2005: Młodzi Tytani – Robin
- 2003: Tutenstein – Kail
- 2003: Titeuf
- 2002–2008: Kredonia
- 2002–2007: Kim Kolwiek – Wade
- 2002–2007: Naruto –
  - Kotetsu Hagane,
  - Kabuto Yakushi (od odc. 27 do połowy serii 3, od odc. 88),
  - Gamakichi (oprócz odc. 79)
- 2002–2006: Jimmy Neutron: mały geniusz – Carl
- 2002–2005: Co nowego u Scooby’ego? – Elliot (odc. 2, 18)
- 2002: Beyblade V-Force
- 2001–2007: Ach, ten Andy! –
  - Jervis Coltrane (II i III seria),
  - Sheldon,
  - Vole (odc. 76)
- 2001–2007: Mroczne przygody Billy’ego i Mandy –
  - „Pełzacz” (odc. Tajne Bractwo kontra WF),
  - chłopak w stroju kota (odc. Konflikt mętnych interesów),
  - Brad (odc. Pizza Nergala),
  - ojciec Irwina (odc. Drakula musi umrzeć),
  - Nigel Planter (odc. Nigel Planter i fistaszki)
- 2001–2004: Medabots –
  - Rintaro,
  - Natan,
  - Kintaro
- 2001–2003: Zło w potrawce –
  - Henryś (odc. Zły do szpiku kości),
  - Tony (odc. Korek)
- 2001: Noddy – Miś Tabi
- 2001: Power Rangers Time Force – Notacon
- 2000: Królowie i królowe – Król Fuj-Fuj
- 1999–2003: Nieustraszeni ratownicy
- 1999–2001: Dzieciaki z klasy 402 – Jesse McCoy
- 1999–2000: Digimon – Taichi „Tai” Kamiya (odc. 5-54)
- 1998–1999: Zły pies – Trevor Potanski
- 1998: Gwiezdny pirat
- 1998: Eerie, Indiana: Inny wymiar – Edi
- 1998: Dzielny pies Rusty – Dylan Wilson
- 1998: Mistrzowie golfa – Allister McGrath
- 1996: Hej Arnold! –
  - Gienek (pierwszy dubbing),
  - Józek (drugi dubbing)
- 1995: Dzieciaki do wynajęcia – Kyle Ward
- 1993: Huckleberry Finn – Huckleberry Finn
- 1992: Nowe podróże Guliwera
- 1991–1992: Eerie, Indiana
- 1991: Scooby Doo: Szkoła upiorów

### Gry
- Spyro Reignited Trilogy – Spyro
- Diablo III – Morgan
- Brothers in Arms: Hell’s Highway – Gary Jasper
- Dragon Age: Początek – Adept z Kręgu
- Dragon Age: Początek: Przebudzenie – Przemytnik
- God of War: Duch Sparty – Dejmos
- Harry Potter i więzień Azkabanu – Neville Longbottom
- League of Legends – Rumble
- Mass Effect – Schells
- Mass Effect 2 – Kupujący salarianin
- PlayStation All-Stars Battle Royale – Spike
- nieSławny: inFamous 2 – Postać poboczna
- Ratchet & Clank: 4 za Jednego – Tharpod II
- Rise & Fall: Civilizations at War – Tyberiusz
- Risen 2: Mroczne wody – Zeki
- StarCraft II: Wings of Liberty – Egon Stetman
- Test Drive Unlimited 2 – Postać poboczna